# Eriosema procumbens
Eriosema procumbens är en ärtväxtart som beskrevs av John Gilbert Baker. Eriosema procumbens ingår i släktet Eriosema och familjen ärtväxter. Inga underarter finns listade i Catalogue of Life.